# Loxosoma lanchesteri
Loxosoma lanchesteri är en bägardjursart som beskrevs av Harmer 1915. Loxosoma lanchesteri ingår i släktet Loxosoma och familjen Loxosomatidae. Inga underarter finns listade i Catalogue of Life.